# Jean de Dieu Raoelison
Jean de Dieu Raoelison (ur. 31 lipca 1963 w Arivonimamo) – madagaskarski duchowny rzymskokatolicki, w latach 2015–2023 biskup Ambatondrazaka, arcybiskup metropolita antananarywski od 2023.

## Życiorys
Święcenia kapłańskie przyjął 7 września 1996. Pracował głównie jako duszpasterz parafialny, był także m.in. wykładowcą seminariów w Antsirabé i Faliarivo.
25 marca 2010 otrzymał nominację na biskupa pomocniczego archidiecezji Antananarivo ze stolicą tytularną Corniculana. Sakry biskupiej udzielił mu 13 czerwca 2010 abp Odon Razanakolona.
11 kwietnia 2015 został mianowany biskupem diecezji Ambatondrazaka.
5 czerwca 2023 papież Franciszek mianował go arcybiskupem stolicy Madagaskaru Antananarywy i metropolitą antananarywskim. Ingres odbył się 30 lipca 2023.